# Seress Rezső
Seress Rezső, eredeti nevén Spitzer Rezső (Budapest, Józsefváros, 1889. november 3. – Budapest, 1968. január 12.) magyar zeneszerző, zongorista.
Az egyik leghíresebb örökzöld dal, a Szomorú vasárnap (angolul Gloomy Sunday) zenéjének szerzője. A dalt több mint száz nyelven adták elő.

## Származása, családja
Zsidó származású volt.
Édesanyja Spitzer Blanka. Felesége Nádler Háni lett, akivel 1934-ben kötött házasságot.

## A kezdetek
Gyerekkorában Komáromban is élt. Iskolai tanulmányait korán abbahagyva egy vándorcirkuszhoz csapódott, ahol artista lett.
Három hónap után édesanyja hazaparancsolta. Azonban ő maradt, s légtornásszá vált. Vecsésen baleset érte, egy próba során kötelek nélkül leesett a magasból. A fővárosi Korányi-klinikára szállították, s csodával határos módon túlélte a zuhanást. Élete fordulata az volt, amikor az Üllői úti kocsmák egyikében megismerkedett Bilicsi Tivadarral, aki rávette, álljon be színésznek. Rákosi Szidi magántanodájába jelentkezett. Táncoskomikus szeretett volna lenni, de mankói miatt ez ironikus hátteret adott szavainak. Végül mégis színész lett. Végzős társai között ott találjuk Vaszary Piroskát és Halmay Tibort.
Később a városligeti Műszínkörben kezdett dolgozni. Kilenc évig sínylődött itt, napjait a nélkülözés, a pénztelenség jellemezte. Egyetlen vigasza ekkor a színfalak mögötti zongora volt, ahová saját szórakoztatására ült le az előadások után. Az igazgató felfigyelt erre, és műsorra tűzte játékát. Az előadásokon az autodidakta zeneszerző saját szerzeményeivel rukkolt elő, egyre több nézőt csábítva a Műszínkör épületébe. Ismertté vált az arra járók körében, de a nagyközönség számára még mindig névtelen volt. Részint a hanglemezek betiltása miatt (mivel a győztes hatalmak ezeket betiltották akkortájt Magyarországon) részint, mert a rádió akkor még kevesek kiváltsága volt. Így híre élőzenében terjedt a színházlátogatók között.

## Az első eredmények – 1925
Első, országosan ismert dala az 1925-ben komponált „Még egy éjszaka…” című nóta. Ezzel betört a köztudatba, a dal tizenhatezer példányban kelt el. A siker annak volt köszönhető, hogy lassan újra legálissá vált a hanglemezgyártás, így négy felvétel is készült a darabból.
Pestet mégis egy másik dala, a „Ki volt az az asszony, akinek a szíve” kezdetű dala hódította meg.
Az alsóbb társadalmi osztály, a cselédek, cipőpucolók, konflis-kocsisok között úgy terjedt, mint a pestis. Mégis a nagy sikerek között úgy döntött, hogy elhagyja a színházat. Csárdákba szegődött zongoristának. Egy ilyen előadáson figyelt fel rá Nádor József, a kis termete miatt „kis Seress” néven ismert fiatal tehetségre. Szárnyai alá vette, beajánlotta a Dohány utcai Kulacs vendéglőbe. Itt teljesen más életet tudott élni, mint azelőtt, rendes fizetésén lakást vett Pesten s egy télikabátot.

## Tíz év munkája
Az 1923-1933 közötti tíz év rendkívül termékeny időszak volt alkotói munkásságában. Több mint negyven dalszöveget írt mások számaira, a körülbelül hatvan saját szerzeménye mellett. A Délibáb 1933. 25. száma, mint „a zeneszerzés kis termetű nagymestere” írt róla.
1933-ban megírta a „Szerelem az egész vonalon” című operettjét, melynek zenéjét s librettóját is ő írta. Azonban a mű sosem került színpadra, mert a rendezők nem voltak hajlandóak színre vinni, csak a már ismert operettírók műveit, annak ellenére is, hogy kollégái mindegyike remeknek tartotta az operettet. A közönségen kívül azonban a szakma képviselői nem tartották nagyra, s ez a színpadi művének kudarcával együtt mélyen megviselte. A világnak azonban mindig a mosolygós arcát mutatta, melyet jól tükröznek a róla szóló anekdoták.
Ne beszélj olyan sokat, Rezső, mert mindjárt beduglak a mellényzsebembe. – Akkor, barátom – nevet vissza Seress –, több lesz a zsebedben, mint a fejedben…
Azonban az igazi Seress kiolvasható dalaiból, melyek borongós-szomorú hangulata annyira ámulatba ejtette a közönséget. A józanság és a realitás helyett a mélyről jövő érzelmeket, és a belső vágyakat énekli meg. Témái, a reménytelen szerelem, a szentimentalitás, az elérhetetlen boldogság a hallgatói szívébe hatolnak, s népszerűségét az egekbe röpítik.

## Gazdasági világválság
Pestet is elérte a munkanélküliség, diplomások seperték az utcákat, mivel nem tudtak végzettségükhöz méltó állást találni. A pénz elértéktelenedett, munkahelyek mentek tönkre. A hangosfilmek megjelenésével a mozi-zongoristák, akik a háttérzenét szolgáltatták a némafilmek alatt munkanélkülivé váltak, ezért Seress is szorongott. Ezt – hogy megélhetése ilyen időkben, kardélen táncolt – még az sem tudta elhalványítani, hogy Pest legszebb asszonya, Jászonyiné Helénke otthagyta érte gazdag katonatiszt férjét, s felesége lett. Témái még inkább sötét színt kaptak, ahogy ő is egyre jobban az elkeseredett gondolatok hatása alá került.

### Szomorú vasárnap

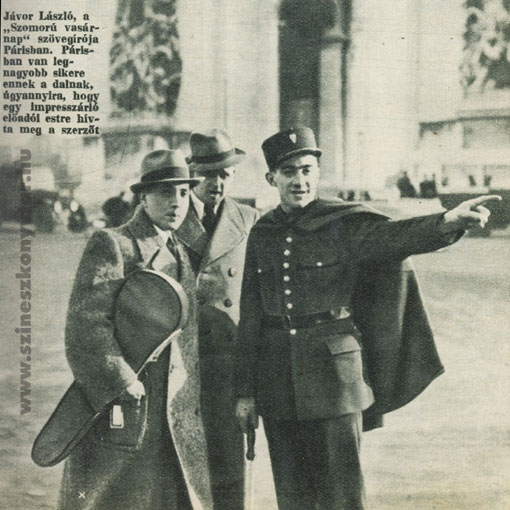
Jávor László, a Szomorú vasárnap dal szövegírója Párizsban

Seress ekkor vállalta el Jávor László „Szomorú vasárnap”-jának megzenésítését. A dallam szerzése lassan haladt, a költő türelmetlenkedett. Azonban egy este Seress a Fórum kávéházban előadta a verset. A dallam simult a szöveghez, melyet c-moll hármashangzatokkal tett borzongatóvá. A megbízó határtalan örömmel fogadta a dalt, amit még akkor az aktuális közönségen kívül senki sem ismert. Egy Arányi Kornél nevű, Zeneakadémiát végzett fiatalember öt pengőért lekottázta azt fütty után (hisz a zeneszerző nem ismerte a hangjegyeket, csak a hangokat, s később sem tanulta meg őket). Majd egy kottamásolóval a Lovag utca 18-ból kinyomtatták a költségeket megosztva. A paksamétát Jávor rögtön a Csárdás kiadóhoz vitte.
Az első hetekben semmi érdeklődés nem volt iránta. Seress ezt újabb kudarcként élte meg, s új dalokkal kezdett foglalkozni. Korábbi dalsikerei ellenére a nem keresett szerzők közé került. Úgy érezte, minden hiába.
Elkeseredettségéből a Délibáb egy híre űzte ki, mely közölte, hogy Kalmár Pál, a kor neves énekese repertoárjába helyezte a Szomorú vasárnapot. A zeneszerző azonban nem örülhetett a hírnek, mert lassan kezdtek elérni hozzá a rossz hírek. Szőts Ernő, a rádió igazgatója meghalt, s a dal bemutatója elmaradt. A kudarcból aztán aggódás lett, ahogy bemondták, hogy öngyilkosságot követett el egy cseléd, s a lúgkövet ivott lány teteme mellett a Szomorú vasárnap kottáját találták meg. Seress nem értette, hogy került a kotta a lány kezébe. Egy hét múlva Lédig László pénzügyminisztériumi tanácsos egy taxiban fejbe lőtte magát, s búcsúlevele mellett a Szomorú vasárnapot találták.
1935. november 7-én a 8 Órai Újság támadást indított a dal és a szövege ellen, „Gyilkos sláger”-nek nevezte, és csak megcsonkítva közölte.
Az öngyilkosok költője lettem? Rettenetesen levert, hogy ez lett a dal sorsa. Ezen az áron nem kell a siker! Idegességemben és a támadó cikkek hatására alatt lassan elhittem, hogy én vagyok a gyilkos.
Seress Rezsővel interjú készült a történtekkel kapcsolatban. Az interjú úgy állította be, mintha Seress műve lett volna a szöveg is. Jávor Lászlót ez végképp elkeserítette.
Svájci, olasz, francia, német újságok vegyesen cikkeztek a "Szomorú vasárnap”-ról. A világmédia már „öngyilkos himnusznak” nevezte. A hangulat Európából átterjedt Amerikába is, ahol a The New York Times már arról számolt be, hogy Budapesten tömegek ugrottak a Dunába a dal hatása miatt.
Az egész iróniája, hogy Magyarországon még ekkor alig volt híre a Seress-Jávor műnek. Így amikor egy francia úr Pesten ezt a számot kérte, a zongorista nem tudott mit kezdeni a kuncsaftjával. Végül kiderül, hogy melyik műről van szó, s nemcsak meghallgatta az úr, hanem magával vitte a kottát a párizsi Olimpia színpadára.
A bemutatót követve Seress világhírűvé vált, a nagyvilág megismerte a szerzőt is. Eközben Magyarországon a szakma még mindig nem tartotta semmire, s Eisemann Mihály, Lehár, Ábrahám Pál, Zerkovitz Béla operettjeitől voltak hangosak a színpadok.

## A második világháború: munkaszolgálat

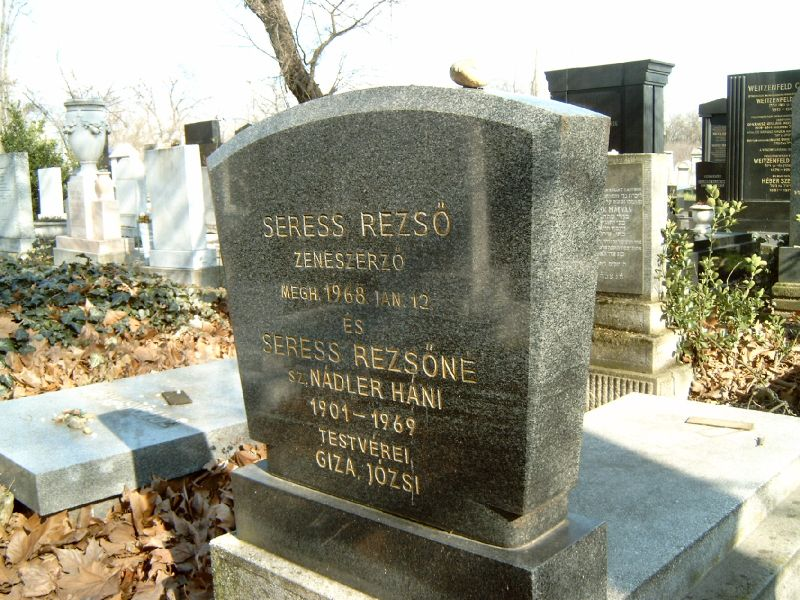
Seress Rezső sírja Budapesten a Kozma utcai izraelita temetőben

Németországban Adolf Hitler került hatalomra, s hamarosan Magyarországon is zsidótörvények léptek életbe. A dala miatt elkeseredett Seresst egy este hazafelé menet az újonnan megjelent nemzetiszocialisták megverték. A dolgok előrehaladtával már származása miatt fellépésekre sem kérték fel. Munkanélkülivé vált. Ez ismét egy csapás volt a számára, hogy megvetett létére már eltartani se tudta magát. Nemsokára megérkezett a behívója, függetlenül attól, hogy már megtért-e. A nagykátai Honvéd Kiegészítő Parancsnokságon kellett jelentkeznie katonának. Végül fegyver helyett kapát kapott árokásásra, s front helyett az aknásított mezőket ellenőriztették vele. Édesanyját deportálták, egy haláltáborban halt meg.
Fél veséjét egy német tiszt szétrúgta, miközben szolgálatot teljesített. Majd egy elegáns magasabb tiszt lépett ki egy fekete Mercedesből. Saját kezűleg akart véget vetni Seress életének, mondta társainak. Ezzel szemben azonban ruhát adott neki, s rejtegetni kezdte. Mint kiderült, járt egyszer Pesten, mikor a Szomorú Vasárnapot játszotta, s felismerte a többi munkaszolgálatos között. Hírneve mentette meg a háborúból, s a tiszt egy „H. W.” monogramos cigarettatárcát adott neki emlékbe.

### Vége a világnak…
Ebben az apokaliptikus érzületben született meg a „Meghalt a szeretet… című verse, melyet az átkozott dal, a „Szomorú Vasárnap” dallamához írt, mint egy alternatív szöveget az akkori világ arculatához.
| Ősz van és peregnek A sárgult levelek Meghalt a földön az Emberi szeretet. Bánatos könnyekkel Zokog az őszi szél Szívem már új tavaszt Nem vár és nem remél. Hiába sírok és Hiába szenvedek Szívtelen rosszak és Kapzsik az emberek Meghalt a szeretet. | Vége a világnak Vége a reménynek Városok pusztulnak Srapnelek zenélnek. Emberek vérétől Piros a tarka rét. Halottak fekszenek az Úton szerteszét. Még egyszer elmondom Csendben az imámat: "Uram, az emberek gyarlók és hibáznak…" Vége a világnak! |

## A háború után
Hazatérve feleségét, Helént egy másik férfi karjaiban találta. Hitvese ekkor elhagyta. A háborúban megviselt, s lelkileg összetört Seress azonban belenyugodott a helyzetbe. Később felesége megszakította szeretőjével a kapcsolatot. A zeneszerző megbocsátott neki, s attól kezdve soha többet nem esett köztük erről szó. Anyagilag is megsanyargatva napról napra élt. Amerikában az Irving Trust Banknál 370 000 dollár volt befagyasztva a számára, várva, hogy eljöjjön érte, mert Magyarország akkori politikai helyzetében az átutalás nem volt lehetséges. Azonban a művész csak egy óceán távolságából nézhette a vagyont, mert pénze nem volt az útra, hogy felvegye. Egyébként is megálmodta, hogy zuhanásban leli halálát, s tériszonya is volt.
Saját számait nem játszhatta, mert azok feketelistára kerültek. A tilalom oka a Horthy-féle polgári Magyarország népszerű kiszolgálása volt.

### 1956
A forradalom kitörésekor biztatták, hogy hagyja el Magyarországot. Ő azonban maradt, akármennyire is meggyötörték élete során. A rádiózás, majd televíziózás elterjedésével egyre kevesebben látogatták az éttermeket, ahol játszott, és a rock and roll, Elvis Presley, a Beatles lassan szinte elfeledtették.

## Halála

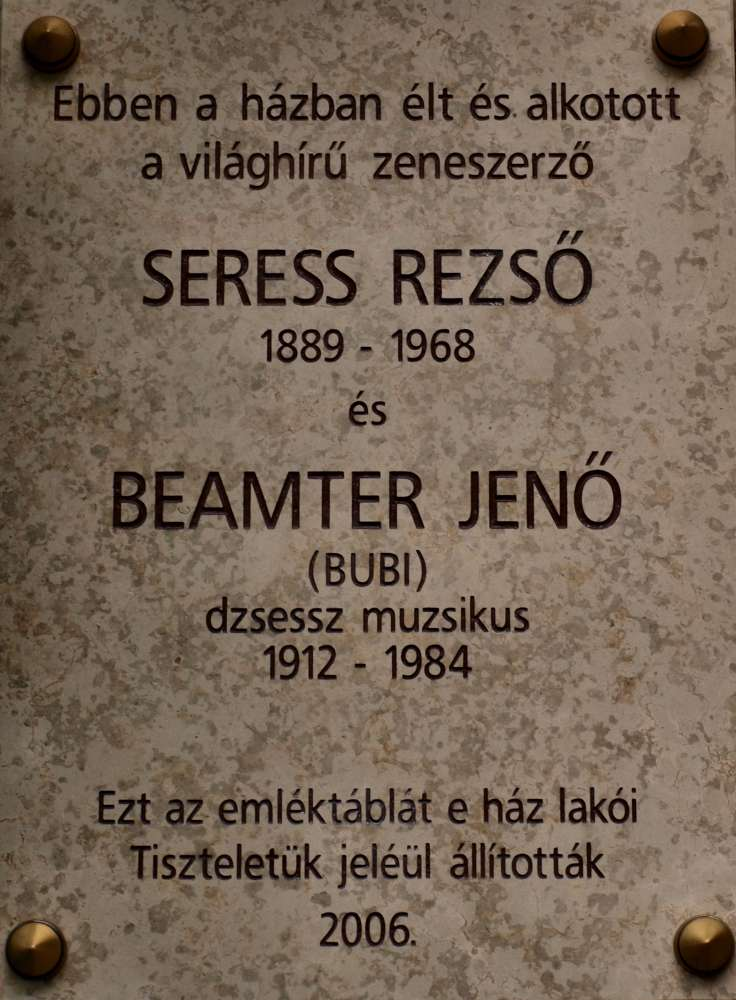
Seress Rezső és Beamter Jenő emléktáblája
(Budapest, VII. ker, Dob u. 46/b)

Ő mégis játszott, s lassan visszatért oda, ahonnan kezdte. Este, lámpaoltás után csak magának zongorázgatott. Ekkorra már semmije se volt. Se barátai, pénze, boldogsága, hallgatója, minden ami addig erőt adott neki a nehéz időkben elmúlt, s a feleségével is megromlott a kapcsolata.
"Én egy ideig egy házban laktam Seress Rezsővel, épp az alatta lévő emeleten. Emlékszem, mindig a Szomorú vasárnapot hallgatta, mindennap, pontosan kettőtől hatig, egyik feldolgozást a másik után" – Presser Gábor
“Hol lesznek már a Beatlesek, mikor én még mindig itt leszek…” – egykorú beszámolók és Presser Gábor elmondása szerint is gyakran énekelte ezt a dalt Seress.
Később napjai beszűkültek, már játszani sem volt miért, csak zenét hallgatott, s számolta a napokat. 1968-ban levetette magát lakása erkélyéből. Ugyan túlélte a zuhanást és ájult állapotban a MÁV-kórházba szállították, de később, január 12-én megfojtotta magát a dróttal, ami a gipszét tartotta.

## Ismertebb dalai
- Szomorú vasárnap ISWC T-007.202.580-9
- Hiába van palotád Budán
- Gyere, Bodri kutyám
- Szeressük egymást, gyerekek
- Fizetek, főúr
- Állok, állok T-007.128.583-0
- Azért, mert szép T-007.128.569-2
- Bözsike a vasárnapi randevúra T-007.128.565-8
- Csak egy sápadt asszony tudja T-007.128.570-5
- Csendes ember lettem T-007.032.155-9
- Csak inni, inni T-007.008.909-6
- Csillogó hópehely T-007.158.816-3
- Csillogó szép csodás világ T-007.008.910-9
- Egy kicsit bolond vagyok T-007.128.571-6
- Egy kicsit fájni fog T-007.128.572-7 (Kalmár Pál)
- Ha visszaűznek téged T-007.175.333-7 (első előadó Lukácsi Margit)
- Akkor voltam boldog (Babusa Miklós szövege) T-007.031.608-3
- Akinek már minden mindegy (Czeglédi Gyula zenéje) T-007.092.830-1
- Azt a fehér rózsát te ültetted nékem (László Imre zenéje) T-007.006.746-7
- Akinek már álma sincsen (Csampai Ivo zenéje) T-007.191.521-3
- Hiába mondod, hogy a szíved másé (Mihola Gyula zenéje) T-007.118.658-7
- Csak átutazó vagyok itt a földön T-007.106.675-5 Horváth Jenő egyik legnagyobb slágerének a szövegét írta.

## A Szomorú vasárnap felvételei, előadói
- 1934: A Rádióban a hangtechnikusok előmelegítettek néhány viaszlemezt, és előkészítették felvételhez. Amikor készen voltak, kiderült, hogy maradt még egy felvételre alkalmas lemez. Martiny Lajos ekkor odaült a zongorához, és lejátszotta az első keze ügyébe eső kottát, minden kíséret nélkül, hogy kárba ne vesszen a lemez.
- 1934: Kalmár Pál (Bécsben felvették zenekarral is. Akkoriban ez sem sem keltett feltűnést.)
- 1935: Paul Robeson (Egyesült Királyság)[10]
- 1935: Pjotr Leschenko (orosz verzió: "Mratschnoje Woskresenje")
- 1936: Damia (francia verzió: "Sombre Dimanche", szöveg: Jean Marèze és François-Eugène Gonda, zene: Seress Rezső)
- 1936: Hal Kemp, kíséri Hal Kemp együttese
- 1936: Paul Whiteman
- 1936: Awaya Noriko (japán verzió: "Kurai Nichiyoubi")
- 1940: Artie Shaw, ének: Pauline Byrne
- 1941: Billie Holiday
- 1957: Josh White
- 1958: Mel Tormé
- 1958: Ricky Nelson
- 1959: Eila Pellinen (finn változat: "Surullinen sunnuntai")
- 1961: Sarah Vaughan
- 1962: Lou Rawls
- 1966: Judita Čeřovská
- 1967: Carmen McRae
- 1968: Genesis együttes
- 1969: Ray Charles
- 1978: Asakawa Maki
- 1979: Lydia Lunch
- 1981: Elvis Costello & the Attractions (Trust)
- 1982: Associates (Sulk)
- 1983: Marc and the Mambas
- 1983: Swans Way
- 1983: Jacques Calonne (Ténor Mondain) (francia címe: "Sombre Dimanche", Jean Marèze és Gonda Jenő Ferenc)
- 1984: Peter Wolf
- 1985: Harri Marstio (finn címe: "Surullinen sunnuntai")
- 1986: Christian Death
- 1988: Serge Gainsbourg (Le Zénith de Gainsbourg) (francia nyelven)
- 1991: Faragó "Judy" István (a Judy 3 c. LP-n)
- 1991: The Singing Loins (Songs For The Organ)
- 1992: Diamanda Galás (The Singer) (Desmond Carter versével)
- 1992: Sinéad O’Connor (Am I Not Your Girl?)
- 1995: Gitane Demone
- 1996: Sarah McLachlan (Rarities, B-Sides and Other Stuff)
- 1996: Mystic (The Funeral soundtrack)
- 1997: Hernádi Judit, a Levetett blues c. lemezén hallható
- 1998: Marianne Faithfull
- 1998: Satin’s Sadists (a Their Sympathetic Majesties Request összeállításban)
- 1999: The Smithereens (God Save the Smithereens)
- 1999: Björk
- 2000: Kronos Quartet
- 2000: Sarah Brightman
- 2001: Iva Bittova (The Man Who Cried)
- 2001: Heather Nova (South)
- 2003: Edvin Marton
- 2003: Hot Jazz Band
- 2003: Priscilla Chan (más szöveggel, pop, kantoni nyelvjárás, "Gloomy Sunday")
- 2004: Branford Marsalis (Eternal)
- 2004: MC Sniper (más szöveggel, rap, koreai)
- 2005: Jaurim (koreai groupsound)
- 2005: Eminemmylou, Legs MC közreműködésével (rap)
- 2005: Venetian Snares "Öngyilkos vasárnap", album: Rossz csillag alatt született (breakcore), eredeti Billie Holiday hangmintákkal
- 2005: Yellow Spots "Szomorú vasárnap" album: Belezős balladák
- 2006: Emilie Autumn
- 2006: Tsukimono[11]
- 2006: Póka Angéla előadásában, Szomorú vasárnap (a Megasztárban)
- 2006: Red Sky Mourning
- 2006: Lucía Jiménez (a the Kovak Box filmben)
- 2006: Zaorany kytky (Csehország)[12]
- 2007: Transsylvanians (Németország)
- 2007: Candie Payne
- 2007: The Unbending Trees
- Mahalia Jackson
- Marc Almond
- Mickey Baker
- Anton Lavey
- Rob Coffinshaker
- 2007: Nguyen Hong Nhung & Thuy Huong (Vietnamese singers) – az ASIA DVD 56-ról: Mua He Ruc Ro 2007 – Yeu Doi, Yeu Nguoi
- 2008: DJ Blackbird’s EP: Goth Kids and suicide singles
- Portishead
- 2009: Ljiljana Buttler (Frozen Roses)
- 2009: Emilie Autumn
- 2009: R-Shitei (japán zenekar) – Kurai Nichiyoubi
- 2010: Köteles Leander és Vörös Attila előadásában, Szomorú vasárnap
- 2010: Tóth Vera és Kökény Attila előadásában, Szomorú vasárnap (a Megasztárban)
- 2010: Pallbearer – Gloomy Sunday demo
- 2013: DIAMANT (Gloomy sunday)[13]
- 2014: Kalapács József akusztika előadásában az Autentikum című lemezén
- 2014: Joss Stone előadásában a 100 Tagú Cigányzenekar közreműködésével, Gloomy Sunday[14]

## Lemezei
- Seress Rezső slágerei QUALITON LPM 16659 – 1983
- Egy ember a Kispipából (Seress Rezső dalai – 'Nosztalgia Ohhh'), Hungaroton, 2000[15]

## Könyvei
- "Szeressük egymást gyerekek!". Regény, Központi, Budapest, 1942 (Csillagos regény. Szerelmi sorozat)
- Engem még nem szeretett senki. Regény, Központi, Budapest, 1942 (Csillagos regény. Szerelmi sorozat)
- Engem még nem szeretett senki... Kisregények, Unikornis, Budapest, 1991